# Skialpinizm na Zimowych Światowych Wojskowych Igrzyskach Sportowych 2017

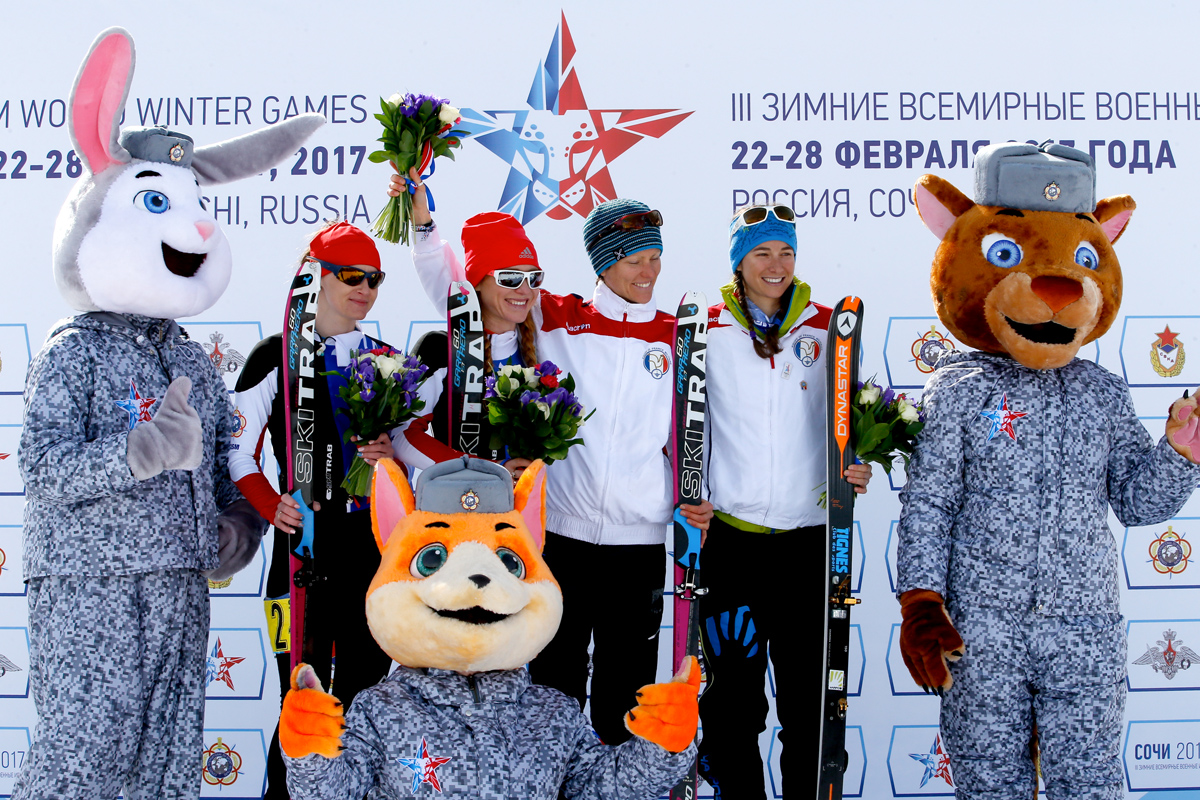
Soczi 2017 Podium wyścigu drużynowego kobiet (Francuski i Rosjanki)

Skialpinizm na 3. Zimowych Światowych Wojskowych Igrzyskach Sportowych – jedna z zimowych dyscyplin sportowych rozegranych w dniach 24 i 27 lutego 2017 podczas igrzysk wojskowych w Soczi w Rosji.

## Harmonogram
| Luty 2017   | 23 Cz | 24 Pt | 25 So | 26 Nd | 27 Pn | 28 Wt |
| ----------- | ----- | ----- | ----- | ----- | ----- | ----- |
| Skialpinizm |       | 2     |       |       | 4     |       |

Legenda
|  | Eliminacje |  | Finał (ilość) |

## Konkurencje
Podczas zimowych igrzysk wojskowych zawodnicy i zawodniczki rywalizowali w trzech konkurencjach skialpinizmu: indywidualnie, drużynowo oraz w sztafetach.

## Medaliści

### Kobiety
| Konkurencja      | Złoto                                                               | Wynik   | Srebro                                        | Wynik   | Brąz                | Wynik   |     |     |
| Konkurencja      | Drużyna/Zawodniczka                                                 | Wynik   | Drużyna/Zawodniczka                           | Wynik   | Drużyna/Zawodniczka | Wynik   |     |     |
| indywidualnie    | Adele Milloz                                                        | 1:09,01 | Gloriana Pellissier                           | 1:12,18 | Nathalie Mieuzet    | 1:14,48 |     |     |
| wyścig drużynowy | Francja · Letizia Roux · Adelle Milloz                              | 2:28:09 | Rosja · Ekaterina Mitiaeva · Svetlana Berezan | 2:53:29 | N/A                 | N/A     |     |     |
| sztafeta         | Rosja · Ekaterina Mitiaeva · Svetlana Berezan · Ekaterina Burlakova | 4:11:44 | N/A                                           | N/A     | N/A                 | N/A     | N/A | N/A |

### Mężczyźni
| Konkurencja      | Złoto                                                               | Wynik   | Srebro                                                        | Wynik   | Brąz                                                                                   | Wynik   |
| Konkurencja      | Drużyna/Zawodnik                                                    | Wynik   | Drużyna/Zawodnik                                              | Wynik   | Drużyna/Zawodnik                                                                       | Wynik   |
| indywidualnie    | Alexis Sevennec                                                     | 53,38   | Manfred Reichegger                                            | 55,23   | Miguel Caballero Ortega                                                                | 0:56,06 |
| wyścig drużynowy | Hiszpania · Miguel Caballero Ortega · Luis Alberto Hernando         | 1:56:09 | Francja · Bastien Fleury · Alexis Sevennec                    | 1:56:17 | Włochy · Manfred Reichegger · Daniel Antonioli                                         | 1:57:24 |
| sztafeta         | Włochy · Manfred Reichegger · Robert Antonioli · Richard Tiraboschi | 2:51:25 | Francja · Alexis Sevennec · Bastien Fleury · Franck Asserquft | 2:53:26 | Hiszpania · Miguel Caballero Ortega · Luis Alberto Hernando · Francisco Javier Navarro | 2:57:23 |

## Klasyfikacja medalowa
* Gospodarz zawodów został zaznaczony tym kolorem.
| Miejsce           | Reprezentacja     | Złoto | Srebro | Brąz | Razem |
| ----------------- | ----------------- | ----- | ------ | ---- | ----- |
| 1                 | Francja           | 3     | 2      | 1    | 6     |
| 2                 | Włochy            | 1     | 2      | 1    | 4     |
| 3                 | Rosja *           | 1     | 1      | 0    | 2     |
| 4                 | Hiszpania         | 1     | 0      | 2    | 3     |
| Ogółem (4 państw) | Ogółem (4 państw) | 6     | 5      | 4    | 15    |